# Ángel Luis Bienvenida
Pour les articles homonymes, voir Bienvenida et Mejías.
Ángel Luis Mejías Jiménez  dit « Ángel Luis Bienvenida » né à  Séville, le 2 août 1924, mort à Madrid le 3 février 2007, était un matador espagnol.

## Présentation
Cinquième fils du « Pape noir » (Bienvenida (Manuel Mejías y Rapela)), il commence à toréer le 27 août 1939 à Cuenca avec « Angelete ». Sa première présentation à  Madrid a lieu le 25 juillet 1943 avec  José Parejo et Pepe Dominguín. Après avoir reçu l'alternative le 11 mai 1944 à Madrid des mains de son frère Pepe Bienvenida, Ángel Luis Bienvenida ne supporte pas les contraintes imposées par la profession et se retire du ruedo en 1951 pour se lancer dans les affaires du mundillo (monde taurin).

## Le personnage et le style
Selon François Zumbiehl, Ángel Luis Bienvenida était, aux dires de ceux qui l'ont vu :

« le plus artiste, le plus imprévisible, en un mot le plus sévillan des Bienvenida, tout en maîtrisant parfaitement la technique. »

Mais il lui a manqué la passion et l'obstination pour devenir une « figura ». Après s'être retiré des arènes, il est resté très lié au mundillo se faisant l'impresario de son frère Antonio Bienvenida et d'Antonio Ordóñez.
Très élégant, avec un silhouette de dandy, il représente avec classe ce qui s'appelle la « torería ». Le terme « torería » désigne l'ensemble des toreros, du matador au picador.
Lorsqu'il parle de sa famille, Ángel dit toujours « nous les Bienvenidas » : 

« Une des choses qui a toujours beaucoup compté dans l'arène pour nous les Bienvenidas,  est le positionnement dans l'arène […] Nous avons eu en commun, nous les Bienvenidas, un comportement sérieux dans l'arène. »

 Il rend hommage à son père, le Papa negro, qui a transmis à ses fils l'art de la cape, celui des banderilles posées de poder a poder.

## Commentaires sur son toreo et celui des autres
Ángel Luis Bienvenida  avoue qu'il a toujours vécu la corrida comme un divertissement, un moment où il prenait du plaisir. Mais il supportait mal les mauvais moments. Selon lui, la satisfaction du torero est un mélange de peur, d'anxiété et d'envie de dominer le taureau. Il énumère quelques règles à respecter selon les critères enseignés par le Papa negro : soigner son maintien, sa façon de marcher dans l'arène, la cape toujours à la ceinture ou pliée sous le bras. Pendant la pique, il faut se placer à la gauche du cheval, et surtout être toujours placé à l'endroit adéquat par rapport aux banderilleros pour que la cape soit déjà là pour faire le quite si l'un d'eux est renversé par le taureau. 

« J'insiste sur la générosité de mon père. Si un taureau l'a laissé boiteux, c'est à cause de sa générosité, de son obstination à faire les choses avec un total engagement. »

Parmi les toreros contemporains, il admire particulièrement José Tomás dont il dit : « Quelques faenas surprennent beaucoup, car certains taureaux sont presque impossibles à toréer, et arrive un José Tomás qui réalise une faena d'un témérité stupéfiante. »
En conclusion, sous forme d'aphorisme, il donne sa définition du toreo :

« Je crois que le toreo est comme l'infini ; il n'a pas de limites. De nouvelles choses apparaîtront toujours. Là, on ne peut pas tricher et les choses vraies durent éternellement. L'art de toréer est une vérité comme le fait que nous soyons en vie. »

## Carrière
- Alternative le 11 mai 1944  à Madrid, avec, comme parrain son frère Pepe Bienvenida, et comme témoin son autre frère Antonio, face à un  taureau de la ganadería d'Arturo Sánchez-Cobala.

En 2003, il reçoit la Médaille d'or du mérite des beaux-arts par le Ministère de l'Éducation, de la Culture et des Sports.